# Insieme microcanonico

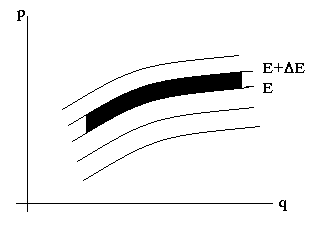
Insieme microcanonico nello spazio delle fasi.

In meccanica statistica, l'insieme microcanonico è un insieme statistico che descrive i sistemi isolati, cioè quei sistemi che hanno un valore definito di energia, volume e numero di particelle. Esso si basa su: 
1) "postulato dell'uguale probabilità a priori": quando un sistema isolato è in equilibrio termodinamico, il suo stato può essere qualunque tra quelli che soddisfano le condizioni macroscopiche del sistema, ognuno con la stessa probabilità.
2) Ipotesi ergodica: la media nel tempo di una certa proprietà termodinamica è uguale alla media di tale proprietà su tutti gli elementi dell'insieme.
In pratica ciò che è utile in meccanica statistica, non è accertare lo stato per ogni istante, ma solo le sue proprietà macroscopiche; inoltre non è utile (oltre che impossibile) risolvere le equazioni hamiltoniane delle {\displaystyle N} particelle che compongono il nostro sistema. L'ensemble microcanonico permette di correlare la termodinamica alle proprietà statistiche microscopiche di un corpo. Per fare ciò, si considera un sistema chiuso di {\displaystyle N} particelle e volume {\displaystyle V}, che ha energia ben definita e costante {\displaystyle E}. L'energia è compresa tra {\displaystyle E\ } e {\displaystyle E+\Delta E\ }, dove {\displaystyle \Delta E\ll E}, dal momento che non può essere definita con esattezza.

## Descrizione nello spazio delle fasi
Si considera lo spazio delle fasi come lo spazio {\displaystyle 6N}-dimensionale, i cui assi sono tutte le {\displaystyle 3N} coordinate e i {\displaystyle 3N} impulsi coniugati: ogni punto dello spazio delle fasi rappresenta uno stato del sistema in questione. Col passare del tempo il punto rappresentativo del sistema si muove nello spazio delle fasi e descrive una traiettoria, passando per un numero praticamente infinito di stati: questa traiettoria giace su una superficie (o meglio un'ipersuperficie) che è la superficie identificata dall'energia {\displaystyle E={\mathcal {H}}(p,q)}, dove {\displaystyle {\mathcal {H}}} è l'hamiltoniana del sistema.
Assegnando quindi {\displaystyle E} ed {\displaystyle E+\Delta E}, assegniamo due superfici molto vicine nello spazio delle fasi, sulle quali il nostro sistema descrive una traiettoria. È da notare che le condizioni fissate di energia sono soddisfatte da un numero infinito di stati compatibili con essi: questo significa che possiamo pensare di rappresentare il sistema come un'infinità di copie identiche del sistema ad un certo istante, ognuna delle quali è uno stato compatibile con le condizioni macroscopiche imposte al sistema: questo è quello che si intende per ensemble di Gibbs. Esso è rappresentato da un insieme di punti nello spazio delle fasi caratterizzato da una funzione densità {\displaystyle \rho (q,p,t)} definita in modo che
{\displaystyle \rho (q,p,t)d^{3N}qd^{3N}p\ }
rappresenti il numero dei punti rappresentativi del sistema contenuti nel volume infinitesimo dello spazio delle fasi {\displaystyle d^{3N}qd^{3N}p} all'istante {\displaystyle t}. Come sappiamo dal teorema di Liouville tale densità si deforma nello spazio delle fasi, mantenendo il suo volume, cioè segue un'equazione di continuità di tipo idrodinamico. 
Seguendo il postulato dell'uguale probabilità a priori, si evince che la funzione densità classica deve essere del tipo:
{\displaystyle \,\,\rho (p,q)=\left\{{\begin{matrix}cost&{\mbox{per}}\,E<{\mathcal {H}}(p,q)<E+\Delta E\\0&{\mbox{altrove}}\end{matrix}}\right.}
Un altro modo di scrivere in modo generale la densità di distribuzione microcanonica è:
{\displaystyle \rho (p,q)=C\cdot \delta (E-H)}
facendo intervenire la funzione delta di Dirac, vediamo che questa densità è diversa da zero solo in prossimità dell'energia {\displaystyle H} assegnata e zero altrove. Tale funzione densità deve essere normalizzata:
{\displaystyle \int d^{3N}pd^{3N}q\rho (p_{i}q_{i})=C\int _{E\leq {\mathcal {H}}\leq E+\Delta E}d^{3N}qd^{3N}p=1}
La conoscenza della funzione densità permette di ricavare tutte le informazioni macroscopiche del sistema. Definiamo {\displaystyle \Gamma (E)} (vedi figura): il volume dello spazio delle fasi occupato dall'ensemble microcanonico come:
{\displaystyle \Gamma (E)=\int _{E<{\mathcal {H}}<E+\Delta E}d^{3N}q\,d^{3N}p}
oppure definiamo {\displaystyle \Sigma (E)} come il volume dello spazio delle fasi al di sotto della superficie di energia E come:
{\displaystyle \Sigma (E)=\int _{{\mathcal {H}}<E}d^{3N}q\,d^{3N}p}
e quindi:
{\displaystyle \Gamma (E)=\Sigma (E+\Delta E)-\Sigma (E)\ }
oppure ancora definiamo la densità degli stati con energia {\displaystyle E}:
{\displaystyle \omega (E)={\frac {\partial \Sigma (E)}{\partial E}}}
in modo che:
{\displaystyle \Gamma (E)=\omega (E)\cdot \Delta E}
Allora l'entropia {\displaystyle S} di un sistema in equilibrio termodinamico si definisce come:
{\displaystyle S(E,V)=k_{B}\cdot \ln \Gamma (E)},
dove {\displaystyle k_{B}=1.38\cdot 10^{-23}\,J/K} è la costante di Boltzmann, questa rappresenta la connessione tra la meccanica statistica e la termodinamica.

## Conteggio del numero dei microstati
Come abbiamo detto consideriamo un ensemble microcanonico costituito da {\displaystyle {\mathcal {N}}} copie identiche del sistema chiuso ognuna di esse identificata da grandezze macroscopiche {\displaystyle E,V,N}. Ognuno di questi sistemi si trova in un microstato identificato da {\displaystyle (q_{i},p_{i})} dello spazio delle fasi, diversi uno dall'altro, ma tutti si trovano sulla superficie di energia E. Dividiamo la ipersuperficie dello spazio delle fasi corrispondente al valore di energia E in tante celle di uguale grandezza {\displaystyle \Delta \sigma _{i}}. In ognuna di queste celle si trovano in generale {\displaystyle n_{i}} sistemi per cui:
{\displaystyle {\mathcal {N}}=\sum _{i}n_{i}}
Il numero {\displaystyle n_{i}} rappresenta proprio il peso del corrispondente microstato nell'ensemble. La quantità {\displaystyle p_{i}=n_{i}/{\mathcal {N}}} può essere interpretata come la probabilità che il microstato i si trovi nella cella {\displaystyle \Delta \sigma _{i}}. Questa quantità corrisponde esattamente alla {\displaystyle \rho d^{3N}qd^{3N}p} nella formulazione precedente cioè considerando i punti nello spazio delle fasi talmente densi da essere continui.
Per definire il sistema dobbiamo trovare la distribuzione degli {\displaystyle n_{i}} microstati più probabile. Quindi dobbiamo essere in grado di conteggiare il numero totale di modi in cui possiamo ottenere una certa configurazione (macrostato) {\displaystyle \{n_{1},n_{2},\dots \}} degli {\displaystyle {\mathcal {N}}} sistemi. Ognuna di queste configurazioni è ottenibile in:
{\displaystyle W\{n_{i}\}={\frac {{\mathcal {N}}!}{\prod _{i}n_{i}!}}}
modi diversi. Ora però dobbiamo pesare ognuna di queste configurazioni secondo la probabilità {\displaystyle \omega _{i}} di trovare esattamente {\displaystyle n_{i}} sistemi in {\displaystyle \Delta \sigma _{i}} e tale probabilità è {\displaystyle (\omega _{i})^{n_{i}}}. La distribuzione totale di probabilità è quindi:
{\displaystyle W_{tot}\{n_{i}\}={\mathcal {N}}!\prod _{i}{\frac {(\omega _{i})^{n_{i}}}{n_{i}!}}}.
Per ottenere la distribuzione più probabile {\displaystyle \{n_{i}\}^{*}} sappiamo essere quella per cui {\displaystyle W_{tot}} è massima. Usiamo convenientemente il logaritmo e approssimiamo con la formula di Stirlng per i fattoriali {\displaystyle \ln n!\approx n\ln n-n}, quindi massimizziamo:
{\displaystyle {\begin{aligned}\ln W_{tot}&=\ln {\mathcal {N}}!+\sum _{i}(n_{i}\ln \omega _{i}-\ln n_{i}!)\\&={\mathcal {N}}\ln {\mathcal {N}}-{\mathcal {N}}+\sum _{i}(n_{i}\ln \omega _{i}-[n_{i}\ln n_{i}-n_{i}])\end{aligned}}}.
Per massimizzare deve essere:
{\displaystyle d\ln W_{tot}=-\sum _{i}(\ln n_{i}-\ln \omega _{i})dn_{i}=0\ }
Questo è un problema vincolato che si risolve con il metodo di Lagrange e un moltiplicatore di Lagrange {\displaystyle \lambda } sul numero totale di particelle:
{\displaystyle d\ln W_{tot}=-\sum _{i}(\ln n_{i}-\ln \omega _{i}-\lambda )dn_{i}=0\ }
L'unico modo per ottenere l'annullamento dell'equazione sopra è che:
{\displaystyle \ln n_{i}-\ln \omega _{i}-\lambda =0\,\,\Rightarrow \,\,n_{i}=\omega _{i}e^{\lambda }=cost}
Ora questa ci dice che il numero di sistemi negli elementi di superficie {\displaystyle \Delta \sigma _{i}} è proporzionale alla probabilità {\displaystyle \omega _{i}} di trovare un sistema in un elemento suddetto. Quindi è chiaro che {\displaystyle \omega _{i}} è proporzionale a {\displaystyle \Delta \sigma _{i}}, per cui il postulato di eguale probabilità a priori è plausibile: come sopra per lo spazio delle fasi {\displaystyle \rho } rappresenta la probabilità di trovare un sistema nell'elemento dello spazio delle fasi {\displaystyle d^{3N}pd^{3N}q} allora {\displaystyle p_{i}=n_{i}/{\mathcal {N}}} è la probabilità di trovare un sistema dell'ensemble nel microstato {\displaystyle i}. 
Siamo in grado di riesprimere la (1) come:
{\displaystyle \,\,\rho (p,q)=\left\{{\begin{matrix}1/\Gamma (E)&{\mbox{per}}\,E<{\mathcal {H}}(p,q)<E+\Delta E\\0&{\mbox{altrove}}\end{matrix}}\right.}
e quindi la connessione con la termodinamica tramite la:
{\displaystyle S(E,V,N)=k_{B}\ln \Gamma (E,V,N)\ }.

## Entropia ed ensemble microcanonico
L'entropia definita nella (7), ha un valore ben definito in un sistema in equilibrio termodinamico: questa proprietà si esprime dicendo anche che l'entropia è un differenziale esatto. Poiché {\displaystyle \Gamma (E)} rappresenta il volume dello spazio delle fasi con l'imprecisione di {\displaystyle \Delta E}, anche l'entropia assume lo stesso significato, essa rappresenta una misura dell'imprecisione della conoscenza del sistema. Se un sistema è in non equilibrio, col passare del tempo esso tende spontaneamente all'equilibrio (si considerano solo sistemi che raggiungono l'equilibrio), cioè i vari stati compatibili con le condizioni macroscopiche tendono allo stato di equilibrio, che è lo stato più probabile, passando cioè per stati sempre più probabili: questo vuol dire che {\displaystyle \Gamma (E)} diventa via via più grande fino al suo massimo valore per lo stato di equilibrio, di conseguenza l'entropia per uno stato di equilibrio è massima, questa è anche detta legge dell'aumento dell'entropia o Secondo principio della termodinamica.
Ricordiamo che l'entropia per come è definita è una quantità additiva come in termodinamica ed è una funzione non decrescente, cioè dati due sottosistemi di energia {\displaystyle E_{1}} ed {\displaystyle E_{2}}, e trascurando l'interazione tra essi, l'hamiltoniana totale è:
{\displaystyle {\mathcal {H}}={\mathcal {H}}_{1}+{\mathcal {H}}_{2}}
Il volume dello spazio delle fasi è:
{\displaystyle \Gamma (E)=\Gamma (E_{1})\cdot \Gamma (E_{2})}
per cui l'entropia totale del sistema:
{\displaystyle S=k\cdot \ln \Gamma (E)=k\cdot \ln \Gamma (E_{1})+k\cdot \ln \Gamma (E_{2})=S_{1}+S_{2}}
Si può dimostrare che l'entropia si può definire alternativamente:
{\displaystyle S=k\cdot \ln \Sigma (E)}
{\displaystyle S=k\cdot \ln \omega (E)}
Formalmente basta scrivere:
{\displaystyle {\begin{aligned}S(E,V,N)&=\int _{E\leq {\mathcal {H}}\leq E+\Delta E}d^{3N}qd^{3N}p\rho (-k_{B}\ln \rho )\\&=\int _{E\leq {\mathcal {H}}\leq E+\Delta E}d^{3N}qd^{3N}p{\frac {1}{\Gamma }}\left(-k_{B}\ln {\frac {1}{\Gamma }}\right)\\&={\frac {1}{\Gamma }}k_{B}\ln {\frac {1}{\Gamma }}\int _{E\leq {\mathcal {H}}\leq E+\Delta E}d^{3N}qd^{3N}p\\&={\frac {1}{\Gamma }}k_{B}\ln \Gamma \cdot \Gamma =k\ln \Gamma \end{aligned}}}
o equivalentemente una delle definizioni sopra.

## Deduzione della termodinamica
Abbiamo visto che dall'entropia possiamo ricavare naturalmente il secondo principio della termodinamica. Ora cerchiamo tutte le altre relazioni termodinamiche per il microcanonico, nel quale sono fissati il numero di particelle {\displaystyle N}, il volume {\displaystyle V} e l'energia {\displaystyle E}. La variazione di entropia per una trasformazione che sia quasi-statica, cioè sufficientemente lenta in modo da poter supporre che il sistema passi solo attraverso stati di equilibrio successivi:
{\displaystyle dS(E,V,N)=\left({\frac {\partial S}{\partial E}}\right)_{V,N}\cdot dE+\left({\frac {\partial S}{\partial V}}\right)_{E,N}\cdot dV+\left({\frac {\partial S}{\partial N}}\right)_{E,V}\cdot dN}
Definiamo allora la temperatura assoluta:
{\displaystyle \left({\frac {\partial S}{\partial E}}\right)_{V,N}={\frac {1}{T}}}
la pressione:
{\displaystyle T\cdot \left({\frac {\partial S}{\partial V}}\right)_{E,N}=P}
e il potenziale chimico:
{\displaystyle -T\cdot \left({\frac {\partial S}{\partial N}}\right)_{E,V}=\mu }
Di conseguenza la (8) diventa:
{\displaystyle dS={\frac {1}{T}}dE+{\frac {P}{T}}dV-{\frac {\mu }{T}}dN}
ossia:
{\displaystyle dE=T\cdot dS-P\cdot dV+\mu \cdot dN}
che rappresenta il Primo principio della termodinamica (per ritrovare la formula più nota alla termodinamica {\displaystyle dU\equiv dE}). Infatti fissato il numero di particelle, l'ultimo termine è nullo, il primo termine invece rappresenta la variazione di energia interna per pressione e volume costanti:
{\displaystyle \delta Q=T\cdot dS}
cioè il calore dovuto a variazione della temperatura. Il secondo termine rappresenta la variazione di energia interna causata dagli agenti esterni:
{\displaystyle \delta L=-p\cdot dV}
cioè il lavoro fatto sul sistema dagli agenti esterni.
Possiamo introdurre tutti potenziali termodinamici, per cui, l'energia libera di Helmholtz:
{\displaystyle F=U-T\cdot S}
e l'energia libera di Gibbs:
{\displaystyle G=U+P\cdot V-T\cdot S}

## Ensemble microcanonico in meccanica statistica quantistica
In meccanica quantistica uno stato del sistema {\displaystyle |\psi \rangle } viene descritto da una funzione d'onda nello spazio di Hilbert, in generale a infinite dimensioni. La funzione d'onda descrive completamente uno stato del sistema. La funzione d'onda {\displaystyle \psi } di un sistema può essere espressa come combinazione lineare di un insieme ortonormale e completo di autofunzioni {\displaystyle \phi _{n}} cioè:
{\displaystyle \psi =\sum _{n}c_{n}\phi _{n}\ }
dove {\displaystyle c_{n}} sono coefficienti complessi, il cui modulo quadro rappresenta una probabilità. Le grandezze fisiche del sistema si chiamano osservabili e in accordo con l'interpretazione probabilistica della meccanica quantistica, sono rappresentati da un operatore il cui valore medio fornisce il valore più probabile per la grandezza fisica in questione:
{\displaystyle \langle f\rangle =\langle \psi |f|\psi \rangle =\sum _{nm}c_{n}^{*}c_{m}f_{nm}}
dove:
{\displaystyle f_{nm}=\int \phi _{n}^{*}\,{\hat {f}}\,\phi _{m}\,dq}
sono gli elementi di matrice dell'operatore {\displaystyle {\hat {f}}}. Vediamo come l'ensemble microcanonico sia immediatamente trasportabile nella meccanica statistica quantistica. In generale il valore medio di una grandezza fisica in meccanica statistica deve essere calcolato in base al fatto che non conosciamo i coefficienti {\displaystyle c_{n}} dello sviluppo della funzione d'onda o almeno non li conosciamo tutti. Questo implica che al posto del prodotto {\displaystyle c_{n}^{*}c_{m}} dobbiamo inserire la matrice {\displaystyle \omega _{nm}} intesa come matrice statistica, cioè la matrice che ha come elementi le probabilità dei coefficienti {\displaystyle c_{n}}. In tal caso:
{\displaystyle {\bar {f}}=\sum _{n}({\hat {\omega }}{\hat {f}})_{nn}=Tr({\hat {\omega }}{\hat {f}})},
dove per {\displaystyle Tr} si intende la traccia dell'operatore. Consideriamo un sistema composto da N particelle in un volume V e la sua energia si trovi in un intervallo {\displaystyle E,E+\Delta E} con {\displaystyle \Delta E\ll E}.
Sia {\displaystyle H} l'hamiltoniana del sistema, allora bisogna risolvere l'equazione agli autovalori:
{\displaystyle H\phi _{n}=E_{n}\phi _{n}\ }.
In tal modo otteniamo che gli autovalori del sistema sono le energie {\displaystyle E_{n}} di ogni autofunzione {\displaystyle \phi _{n}} del sistema. I postulati della meccanica statistica quantistica impongono che se introduciamo la matrice densità {\displaystyle {\hat {\rho }}} che è un operatore in meccanica quantistica, allora:
{\displaystyle {\hat {\rho }}=\left\{{\begin{matrix}1&E<E_{n}<E+\Delta E\\0&{\text{altrove}}\end{matrix}}\right.}
e che la funzione d'onda completa del sistema:
{\displaystyle \Psi =\sum _{n}b_{n}\phi _{n}\ }.
dove:
{\displaystyle |b_{n}|^{2}=\rho \ }.
In tal caso una qualsiasi grandezza fisica del sistema può essere ricavata da:
{\displaystyle \langle f\rangle ={\frac {\sum _{n}|b_{n}|^{2}\langle |f|\rangle }{\sum _{n}|b_{n}|^{2}}}}.
La matrice densità non è altro che:
{\displaystyle \rho =\sum _{n}|\phi _{n}\rangle |b_{n}|^{2}\langle b_{n}|}
con elementi dati da:
{\displaystyle \rho _{mn}=\delta _{mn}|b_{n}|^{2}\ }.
Per l'ensemble microcanonico si assume:
{\displaystyle |b_{n}|^{2}=\left\{{\begin{matrix}{\text{cost}}&E<E_{n}<E+\Delta E\\0&{\text{altrove}}\end{matrix}}\right.}
Il numero di stati la cui energia è compresa tra {\displaystyle E,E+\Delta E} è dato da:
{\displaystyle \sum _{n}\rho _{nn}=\Gamma (E)\ }.
Per sistemi macroscopici, lo spettro di energia è continuo e quindi possiamo scrivere:
{\displaystyle \Gamma (E)=\omega (E)\cdot \Delta E},
dove {\displaystyle \omega (E)} è la densità degli stati all'energia E. L'entropia si può ottenere da:
{\displaystyle S(E,V)=k\cdot \ln \Gamma (E)}
e questa definizione non porta al paradosso di Gibbs. Da questa definizione di entropia possiamo ricavare tutte le grandezze termodinamiche.